# Саэс, Шелдри
Ше́лдри Назаре́т Са́эс Бустави́но (исп. Sheldry Nazareth Sáez Bustavino; род. 15 января 1992, Читре) — панамская модель, победительница конкурса красоты «Мисс Панама 2011», участница конкурса «Мисс Вселенная 2011».

## Биография
Шелдри Саэс родилась 15 января 1992 года в городе Читре, провинции Эррера.
В 2009 году Саэс закончила Августинский колледж Богоматери в городе Читре, получив степень бакалавра наук, литературы и коммерции.
В мае 2011 года Саэс стала победительницей национального конкурса красоты «Мисс Панама». Победа в национальном конкурсе красоты позволила Саэс принять участие в международном конкурсе красоты «Мисс Вселенная 2011», который проходил в Сан-Паулу. По итогом конкурса Саэс вошла в топ-10. Саэс также была удостоена специальной награды за «Лучший национальный костюм».